# Rungna
Rungna, auch Rungra genannt, ist eine Insel im Taedong-gang in Nordkorea. Sie gehört, wie auch die weiter südlich gelegene Insel Yanggak, zum Stadtteil Chung-guyŏk der nordkoreanischen Hauptstadt Pjöngjang.
Die kleine Insel ist mit dem Festland im Norden des Taedong-gang und dem Stadtbezirk Taedonggang-guyŏk südlich des Flusses mit der Rungna-Brücke und der Chongnyu-Brücke verbunden. Sie erstreckt sich über eine Fläche von 1,3 Quadratkilometern.
Auf Rungna befindet sich das Stadion Erster Mai, das mit einer Kapazität von 150.000 Zuschauern eines der größten Stadien der Welt darstellt.
Zwischen der Chongnyu-Brücke und der Rungna-Brücke erstreckt sich über ein Areal von rund 1500 Quadratmeter der Rungrado-Park mit einem Arboretum, einem Topiari-Garten und einem Zoo. Darin befindet sich auch das Rungrado-Wasserwerk das um 1900 als erste moderne Wasserversorgungsanlage Pjöngjangs von Japanern erbaut wurde. Wasser aus dem Taedong-gang wurde dort gereinigt und in einen Sammelbehälter auf dem Moran-Hügel gepumpt.
Im Juli 2012 eröffnete Kim Jong-un den Volksparks Rungna, ein Vergnügungspark mit Delfinarium, Schwimmbad, Sportflächen, Minigolfplatz und diversen Fahrgeschäften.
Die Berg-Kirschbäume und Mandschurische Tannen auf der Insel sind unter den Naturdenkmalen Nordkoreas mit der Sortierungsnummer 1 aufgeführt.